# زنبور کارگر (فیلم)
زنبور کارگر فیلمی به کارگردانی و تهیه‌کنندگی افشین صادقی و نویسندگی سعید نعمت‌الله محصول سال ۱۳۹۸ است.

## خلاصه داستان
بیوک که سال‌ها پیش زنش را به دلیل اهمال پزشکی از دست داده، در نزاعی کشته می‌شود. حالا دختر او درصدد قصاص قاتل است. در این میان تنها شاهد، دوست دختر قاتل است.

## بازیگران
- حمید فرخ‌نژاد در نقش هادی
- پگاه آهنگرانی در نقش اختر
- سعید آقاخانی در نقش بیوک
- شبنم مقدمی در نقش الهام فروزنده
- حسین مهری در نقش آهی
- مارال فرجاد در نقش منشی فروزنده
- علیرضا آرا در نقش رجب
- مجید نوروزی در نقش سینا
- ستایش موسوی در نقش اینجی
- داریوش سلیمی در نقش رئیس پمپ بنزین
- علی اولیایی در نقش وکیل اینجی